# 수복지구
수복지구(收復地區)는 북위 38도 이북 지역 중 한국전쟁의 정전협정에 따라 대한민국에 편입된 군사분계선 이남 지역을 말한다. 38선 동북쪽의 경기도 연천군 대부분, 포천시 북부, 가평군 북면 일부와 강원특별자치도 철원군·김화군 일부(1963년 철원군에 편입)·화천군·양구군(수입면 제외)·인제군 대부분·양양군 북부·춘천시 북부 일부 지역, 고성군이 이에 해당한다.
휴전 이듬해인 1954년 수복지구의 행정권이 UN군에서 대한민국 정부로 이양되어 이들 군의 행정권이 회복되었다.

## 정전 협정에 따른 군사분계선
1950년 6월 25일 발발한 한국전쟁은 3년 1개월 2일 만인 1953년 7월 27일 정전이 이루어졌다. 한국 전쟁의 정전 협정에 따라 설정된 군사분계선은 위도상 북위 38도 부근에 위치하고 있지만, 38선과 비교해 동쪽 경계가 북상(수복지구)하였고 서쪽 경계가 남하(신해방지구)하였다.

## 수복지구 임시 행정조치법
- 1954년 11월 17일 수복지구 임시 행정조치법이 시행되어 수복지구가 정식으로 대한민국의 행정구역으로 편입되었다.

## 농지개혁
수복지구에서는 조선민주주의인민공화국의 토지개혁이 무효가 되고, 대한민국의 농지개혁법에 따른 농지개혁이 이루어졌다. 다만 월남했던 지주가 복귀하여 스스로 경작하겠다고 밝힌 경우를 제외하면 대부분의 경우 조선민주주의인민공화국의 토지개혁에 의한 경작자가 토지를 다시 분배받았기 때문에 큰 차이는 없었다.

## 수복지구와 동인접지구의 행정구역에 관한 임시조치법
1963년 1월 1일 시행된 「수복지구와동인접지구의행정구역에관한임시조치법」에 따라 김화군이 철원군에 합병되고, 강원도 철원군 신서면이 경기도 연천군에 이관되었으며, 속초 북쪽에 위치한 양양군의 2개 면(죽왕면, 토성면)이 고성군에 편입되고 명주군 현남면이 양양군에 환원되었다. 같은 날 시행된 「시설치와 군의 관할구역 및 명칭변경에 관한 법률」에 따라 속초읍은 속초시로 승격되었다.

## 주요 출신 인물

### 남측
- 한기호
- 윤세영

### 북측
- 심영
- 이태준

## 같이 보기
- 이북5도위원회
- 미수복지구
- 신해방지구